# Kálmán Imre (spoorwegen)
De Kálmán Imre is een Europese internationale trein voor de verbinding Boedapest - Salzburg en genoemd naar de Hongaarse componist Imre Kálmán.